# Stephan Hermlin

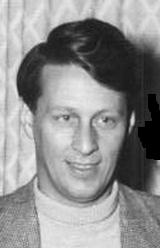
Stephan Hermlin, 1954

Stephan Hermlin (* 13. April 1915 in Chemnitz als Rudolf Le(i)der; † 6. April 1997 in Berlin) war ein deutscher Schriftsteller und Übersetzer französischer Texte. Hermlin stach durch seine Erzählungen, Essays und Lyrik hervor und war einer der bekanntesten Schriftsteller der DDR.

## Leben

### Familie und Jugend

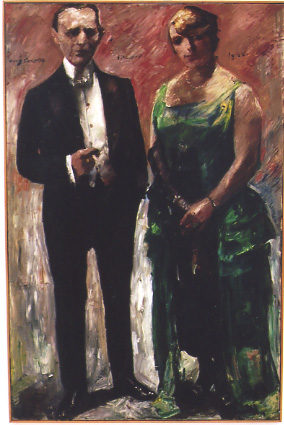
Stephan Hermlins Eltern David und Lola Leder, gemalt von Lovis Corinth, 1922, Museum Insel Hombroich, Neuss

Stephan Hermlin stammte aus einer jüdischen Familie, die 1889 aus dem rumänischen Iași nach Chemnitz übersiedelte. Sein Vater David (1888–1947) kam dort als Textilkaufmann zu Wohlstand. David Leder heiratete 1914 die aus Tarnov stammende Lea Laura, genannt Lola, Bernstein (1892–1977). Stephan Hermlin wurde als Rudolf Leder 1915 geboren, es folgten seine Geschwister Alfred (1917–1943) und Ruth (1918–1999). Von 1920 bis 1925 und dann wieder ab 1930 lebte die Familie in Berlin, wo auch ihr enger Freund Erich Goeritz war. In diesen Jahren trug David Leder, wie auch sein Bruder Max (1894–1926) und sein Cousin Karl Leder (1888–1944), eine umfangreiche Sammlung zeitgenössischer Kunst zusammen, mit Werken unter anderem von Max Liebermann, Otto Th. W. Stein, Paul Cézanne und Edvard Munch.
1931 trat Stephan Hermlin in den kommunistischen Jugendverband ein. 1933 begann er eine Lehre als Drucker. Die Familie Leder war zunehmender antisemitischer Diskriminierung ausgesetzt. Lola Leder schickte ihre Kinder Alfred und Ruth 1934 nach Palästina. 1938 wurde Hermlins Vater sechs Wochen im KZ Sachsenhausen gefangen gehalten. Seine Mutter kaufte ihn frei, gemeinsam ging das Paar nach London.

### Emigration
Stephan Hermlin heiratete im Januar 1936 die Berlinerin Juliette Brandner (1913–1941), gemeinsam folgte das Paar Hermlins Geschwistern nach Palästina. Sie reisten 1937 weiter nach Frankreich und England, wo sie keine Aufenthaltsbewilligung erhielten, und ließen sich schließlich im Oktober 1937 in Paris nieder. Im Mai 1938 kam die Tochter Andrée-Thérèse (1938–2020) zur Welt.
Ende Mai 1940 wurde Hermlin zusammen mit seinen Kameraden Michael Tschesno-Hell und Peter Gingold nach der vorhergegangenen Internierung im Stade Buffalo bei Paris im Internierungslager Camp de la Braconne interniert – für Hermlin der Auftakt zu einer mehrjährigen Dienstverpflichtung in französischen Fremdarbeiterkompagnien. Nach dem Tod seiner Ehefrau kam seine Tochter in ein Kinderheim der Hilfsorganisation Œuvre de secours aux enfants. Im April 1943 floh Hermlin mit seiner Tochter in die Schweiz, wo er als Staatenloser in einem Arbeitslager für Emigranten interniert wurde. 1944 kam er, nach eigener Aussage auf Betreiben der kommunistischen Partei, in das Schulungslager Wallisellen, wo er zusammen mit Hans Mayer und Michael Tschesno-Hell die Zeitschrift und Schriftenreihe Über die Grenzen herausgab. 1945 erschien im Züricher Morgarten-Verlag Hermlins erster Lyrikband Zwölf Balladen von den Grossen Städten, die Schweizer Behörden hatten die Verwendung des Pseudonyms nach anfänglicher Ablehnung doch erlaubt – mit der Begründung, „dass der Flüchtling bereits früher unter diesem Pseudonym bekannt war“.
Im Herbst 1945 kehrte Hermlin nach Deutschland zurück, er arbeitete zunächst als Rundfunkredakteur in Frankfurt am Main. Dort heiratete er die Theaterdramaturgin Lily Leder (1920–2006), 1946 wurde die Tochter Cornelia Schmaus geboren.

### Erste Jahre in Ost-Berlin

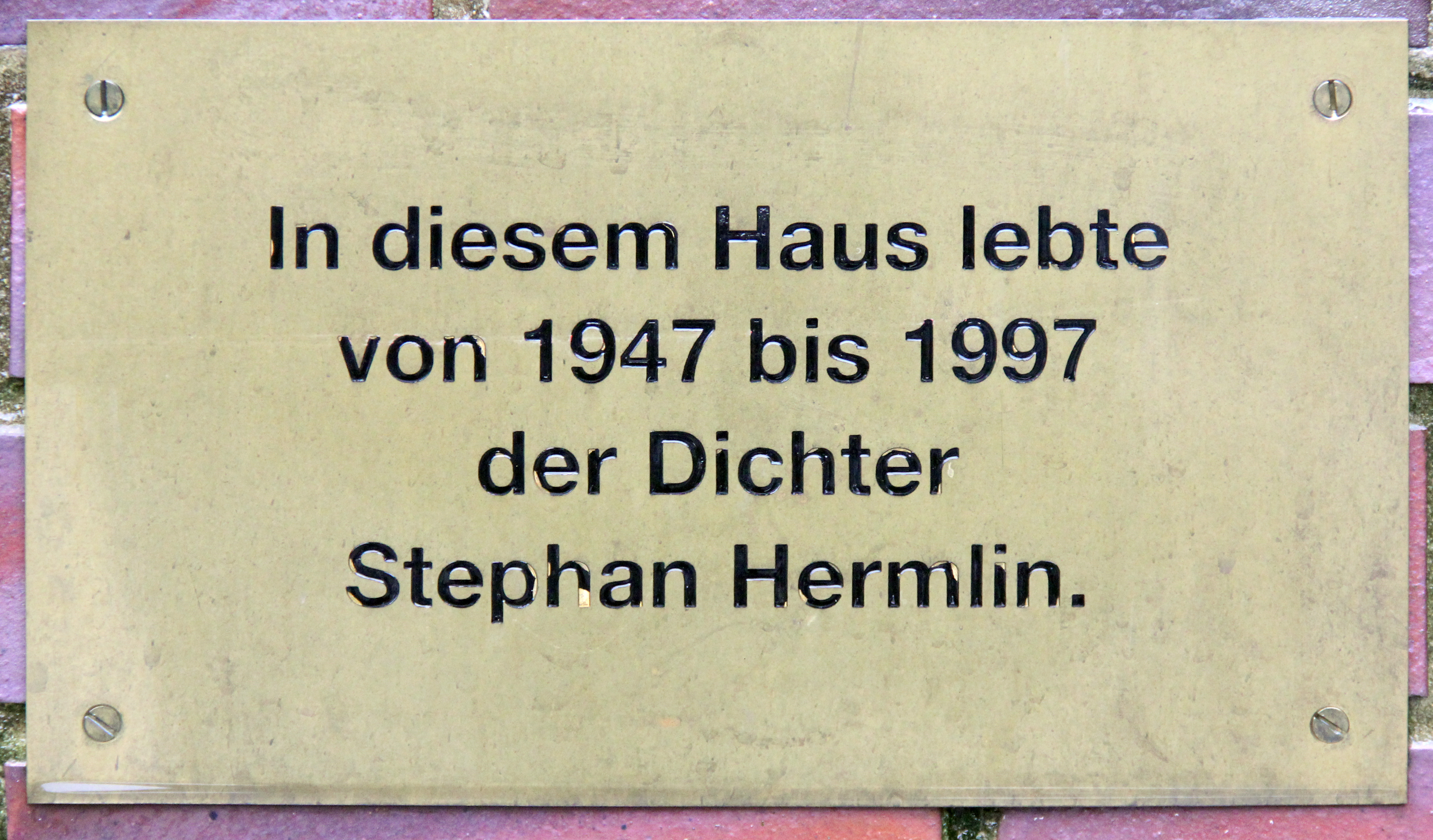
Gedenktafel an seinem ehemaligen Wohnhaus, Hermann-Hesse-Straße 39, in Berlin-Niederschönhausen

Seit 1947 lebte Stephan Hermlin in Ost-Berlin. Dort war er Mitarbeiter in den Zeitschriftenredaktionen der Täglichen Rundschau (Tageszeitung der Sowjetischen Militäradministration), von Ulenspiegel, Aufbau sowie Sinn und Form. Stephan Hermlin arbeitete in wichtigen Gremien der sowjetischen Besatzungszone und wurde nach 1949 schnell einer der einflussreichsten Schriftsteller der neu gegründeten DDR.
Als enger Freund von Erich Honecker verstand sich Stephan Hermlin zu dieser Zeit als Protagonist sozialistischer Kulturpolitik, engagierte sich aber auch als Mittler zwischen Literatur und Politik.

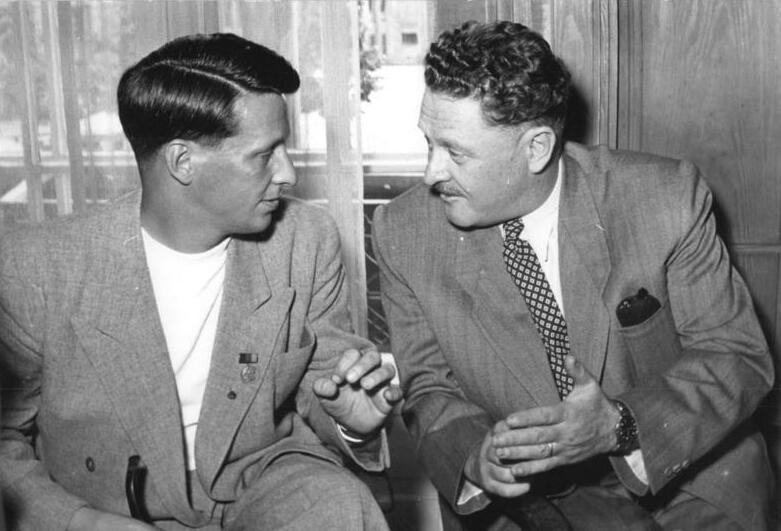
Stephan Hermlin (links) mit Nâzım Hikmet, 1952

Im August 1961 rechtfertigte Stephan Hermlin in einem offenen Brief an Wolfdietrich Schnurre und Günter Grass den Bau der Berliner Mauer.

### Lyrikabend 1962
Am 11. Dezember 1962 gehörte Stephan Hermlin zu den Initiatoren einer aufsehenerregenden Lesung junger Lyriker (unter anderen mit Wolf Biermann, Volker Braun, Bernd Jentzsch, Sarah Kirsch, Karl Mickel) in der Akademie der Künste der DDR, die die Lyrik-Welle der 1960er Jahre einleitete. Er wurde daraufhin von seiner Funktion als Sekretär der Klasse Dichtkunst und Sprachpflege der Akademie entbunden. Später erklärte er in einer Besprechung des Politbüros mit Autoren und Künstlern, die Entscheidung sei richtig und er „nicht der richtige Mann am richtigen Platz“ gewesen. Sein schwerer Fehler sei gewesen, eine Aussprache im zweiten Teil des Abends schlecht geleitet und diese und die Gedichte einiger Autoren nicht „im Zusammenhang mit der Situation“ gesehen zu haben, in der der Abend stattgefunden habe.

### Weiteres Engagement

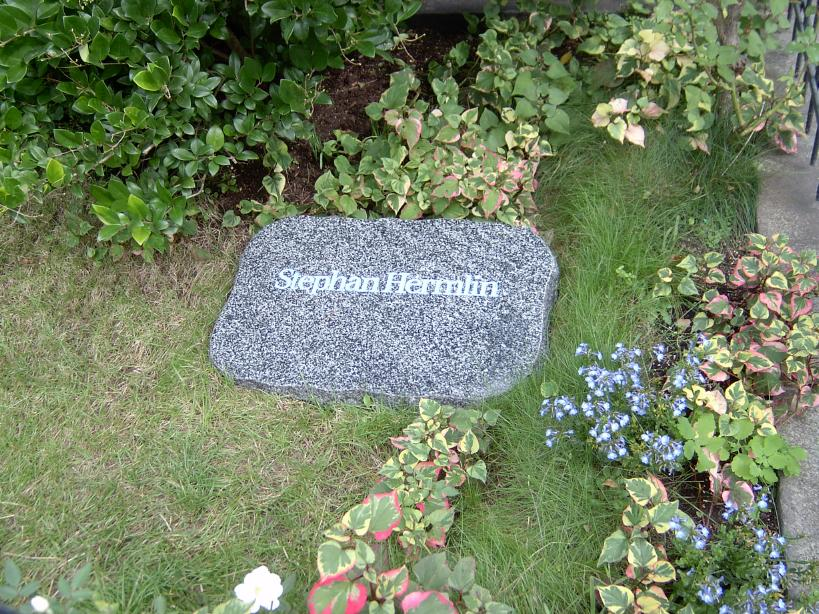
Grab von Stephan Hermlin auf dem Dorotheenstädtischen Friedhof in Berlin

1968 kritisierte Stephan Hermlin die Niederschlagung des Prager Frühlings, machte dies aber nicht öffentlich.
1976 gehörte er zu den Initiatoren des Protestes prominenter Schriftsteller gegen die Ausbürgerung Wolf Biermanns. Dafür erhielt er eine strenge Parteirüge und wurde fortan noch gründlicher von der Stasi überwacht. Er wurde allerdings nicht aus der SED ausgeschlossen und äußerte sich weiterhin als überzeugter Kommunist.
Auf dem VIII. Schriftstellerkongreß der DDR 1978 bekannte Hermlin: „ein spätbürgerlicher Schriftsteller und ein Kommunist, und ich bin eben beides, ob das den Leuten gefällt oder nicht“.
Im Dezember 1981 organisierte Stephan Hermlin die Berliner Begegnung zur Friedensförderung, mit zahlreichen prominenten ost- und westdeutschen Schriftstellern gegen die Ost-West-Konfrontation, das viel Aufmerksamkeit erhielt.
Stephan Hermlin war Mitglied des Schriftstellerverbandes der DDR, der Akademie der Künste der DDR und seit 1976 auch der Akademie der Künste West-Berlin. In der von der Akademie herausgegebenen Literaturzeitschrift Sinn und Form, deren Redaktionsbeirat er auch angehörte, erschienen von 1949 bis 1995 zahlreiche Beiträge Hermlins, darunter u. a. im Jahrgang 1990 ein bereits 1983 geführtes Gespräch mit Ulrich Dietzel über Parteimitgliedschaft und Wahrheit, die „Verwechslung von Disziplin und Kadavergehorsam“ und die Petition gegen die Ausbürgerung Wolf Biermanns.

## Abendlicht-Kontroverse
Im Jahr 1996 behauptete der Literaturredakteur Karl Corino in einem Zeit-Artikel (und im Anschluss in einem Buch), Hermlin habe zu Unrecht dargestellt, sein Vater sei im KZ umgekommen, er selber habe im Spanischen Bürgerkrieg gekämpft und sei ein aktives Mitglied der französischen Résistance gewesen. Corino berief sich dabei im Wesentlichen auf die Textsammlung Abendlicht. Der Vorwurf bestand darin, Hermlin habe es lange Zeit kommentarlos hingenommen, dass Biographen und Philologen das literarische Material für wahr hielten.
Der Text war formal als fiktional bezeichnet worden, wobei jedoch nicht zu erkennen war, welche Teile doch autobiographische Elemente enthielten und welche nicht. Im Klappentext hieß es:  Ein eigentümliches Buch aus der Rückschau gewonnen und doch keine Autobiographie. Kindlers Literaturlexikon beschrieb es als „Bilanz einer ganzen Generation“.
Das Metzler Lexikon DDR-Literatur charakterisierte die Texte als eine „Mischform“ aus „teils autobiographische[r], teils episch erzählende[r], teils auch ‚lyrische[r] Prosa‘“  und beschrieb die Vorwürfe so: „Im Zeit-Dossier (4. Oktober 1996) veröffentlichte Karl Corino einen Artikel unter dem Titel Die Dichtung in eigener Sache, in dem er Hermlin der Lebenslüge bezichtigte. Er unterstellte ihm ungerechtfertigte Behauptungen, etwa dass sein Vater in Sachsenhausen ermordet worden sei (er war zu der Zeit Häftling dort), dass Hermlin Offizier im spanischen Bürgerkrieg gewesen sei (er war nur kurz als Bote in Spanien). Corino berief sich dabei im Wesentlichen auf den fiktionalen Text Abendlicht und nicht auf nachweisliche Behauptungen Hermlins.“
Nach der erhitzten Diskussion um Christa Wolfs Erzählung Was bleibt 1990 und der Literatur-Stasi-Debatte ab 1991 leitete die Kontroverse um Hermlin 1996 die dritte große Literaturdebatte betreffs der DDR nach der deutschen Einheit ein.

## Familie
Stephan Hermlins Töchter sind Andrée-Thérèse Leusink (1938–2020, aus der Ehe mit Juliette Leder, geb. Brandler), die Schauspielerin Cornelia Schmaus (aus der Ehe mit Lily Leder-Schmaus) und Bettina Leder (geb. 1954, aus der Ehe mit Gudrun Leder, geb. Hindemith). Sein Sohn aus der 1963 geschlossenen Ehe mit der Germanistin Irina Belokonewa-Hermlin (geb. 1935), Andrej Hermlin, ist Musiker. Die Aktivistin und Autorin Stella Leder ist die Tochter von Bettina Leder, also seine Enkelin. In ihrem Buch Meine Mutter, der Mann im Garten und die Rechten schildert sie die Familiengeschichte, besonders die Beziehung von Stephan Hermlin zu seiner dritten Ehefrau Gudrun, die als Stasi-Spitzel ihn und die gemeinsame Tochter denunziert hatte. Die deutsche Schriftstellerin und Journalistin Mirna Funk ist die Enkelin seiner ersten Tochter Andrée-Thérèse Leder und damit Stephan Hermlins Urenkelin. Seine Cousine war Lee Guttman, geb. Leder, die ab den 1950er Jahren als Inkerin und Koloristin in den USA bei den führenden Unternehmen der Animationsindustrie in Hollywood tätig war.

## Preise
- 1948: Heinrich-Heine-Preis des Schutzverbandes Deutscher Autoren
- 1950: Nationalpreis der DDR (für das Mansfeld-Oratorium)
- 1954: Theodor-Fontane-Preis für Kunst und Literatur
- 1954: Nationalpreis III. Klasse (für Mitarbeit an dem Dokumentarfilm Ludwig van Beethoven)
- 1958: F.-C.-Weiskopf-Preis
- 1972: Heinrich-Heine-Preis des Ministeriums für Kultur der DDR
- 1975: Nationalpreis 1. Klasse
- 1980: Vaterländischer Verdienstorden in Gold

## Werke

### Gedichte und Prosa
- Zwölf Balladen von den großen Städten. Morgarten Verlag Conzett & Huber, Zürich 1945.
- Der Leutnant Yorck von Wartenburg. Erzählung. Oberbadische Druckerei und Verlags-Anstalt, Singen (Hohentwiel) 1946.
- Ansichten über einige neue Schriftsteller und Bücher. [mit Hans Mayer] Aufsätze. Limes-Verlag, Wiesbaden und Verlag Volk und Welt, Berlin 1947.
- Reise eines Malers in Paris. Erzählung. Limes-Verlag, Wiesbaden 1947.
- Die Zeit der Gemeinsamkeit. Erzählungen. Verlag Volk und Welt, Berlin 1949.
- Die erste Reihe. Porträts. Verlag Neues Leben, Berlin 1951 und Weltkreis-Verlags-GmbH, Dortmund 1975.
- Der Flug der Taube. Gedichte. Verlag Volk und Welt, Berlin 1952.
- Begegnungen: 1954–1959. Aufbau-Verlag, Berlin/Weimar 1960.
- Gedichte und Prosa. Verlag Klaus Wagenbach, Berlin 1966.
- Erzählungen. Aufbau-Verlag, Berlin/Weimar 1966, erw. 1974.
- Die Städte. Gedichte. Bechtle, München/Esslingen 1966.
- Lektüre: 1960–1971. Aufsätze, Essays, Antworten auf Umfragen. Aufbau-Verlag, Berlin/Weimar 1974, Erw. Fassung: Verlag Klaus Wagenbach, Berlin 1997.
- Die Argonauten. Erzählung. Kinderbuchverlag, Berlin 1974.
- Abendlicht. Verlag Philipp Reclam jun., Leipzig[20] und Wagenbach, Berlin 1979. Neuauflage, mit einem Nachwort von Kathrin Schmidt und einer Rede von Klaus Wagenbach; Verlag Klaus Wagenbach, Berlin 2015, ISBN 978-3-8031-3271-0.
- Aufsätze, Reportagen, Reden, Interviews. Hrsg. von Ulla Hahn. Carl Hanser Verlag, München/Wien 1980.
- Gedichte. Aufbau-Verlag, Berlin/Weimar 1981.
- Äußerungen. 1944–1982. Hrsg. von Ulrich Dietzel. Aufsätze, Reden, Reportagen und Interviews. Aufbau-Verlag, Berlin/Weimar 1983.
- Texte. Materialien. Bilder. Zusammengestellt von Hubert Witt. Reclam, Leipzig 1985.
- Bestimmungsorte. Verlag Klaus Wagenbach, Berlin 1985, ISBN 3-8031-0136-0.
- Lebensfrist. Gesammelte Erzählungen. Verlag Klaus Wagenbach, Berlin 1987.
- Gedichte und Nachdichtungen. Aufbau-Verlag, Berlin/Weimar 1990, ISBN 3-351-01613-1.
- Erzählende Prosa. 1990.
- als Hrsg.: Deutsches Lesebuch – von Luther bis Liebknecht. Leipzig 1990, ISBN 978-3-379-00239-4.
- In den Kämpfen dieser Zeit. Reden, Gespräche. Verlag Klaus Wagenbach, Berlin 1995.
- Entscheidungen. Sämtliche Erzählungen. Verlag Klaus Wagenbach, Berlin 1995.

### Hörspiele
- Scardanelli. Regie: Fritz Göhler, 60 Min., Rundfunk der DDR 1970, Ursendung: 9. September 1970.
- Scardanelli. Verlag Klaus Wagenbach, Berlin 1970, Regie: Oswald Döpke, 50 Min., WDR, Erstsendung: 23. September 1970.